# Finding Nemo
Finding Nemo (з англ. «У пошуках Немо») — багатоплатформова пригодницька гра за мотивами однойменного мультфільму від Disney та Pixar. Була розроблена компаніями Traveller's Tales, Vicarious Visions і KnowWonder і випущена Disney Interactive Studios на платформи PlayStation 2, Xbox (9 травня 2003), Game Boy Advance (10 травня 2003), Nintendo GameCube (12 травня 2003), Windows MacOS (11 травня 2003), GameCube. У версії на PlayStation 2 використовується стереоскопічний ефект 3D. У Північній Америці, Великобританії та Німеччині видавництвом займалася THQ, але в Італії компанія Halifax займалася дистриб'юцією, разом із THQ У Японії видавництвом займалася Yuke's. Русифікована та випущена під назвою «Disney. Играем вместе. В поисках Немо. Морские забавы» компанією «Новий Диск» 9 грудня 2003 року. Це також була остання гра Pixar, розроблена Traveller's Tales до Lego The Incredibles у 2018 році.

## Ігровий процес
Гравець стає мешканцем акваріума в школі спецвідділу «СУПЕРВИПРОБУВАННЯ». Спочатку гравець повинен пройти тренування, а пізніше відкриваються шість рівнів допуску. Щоб досягти кінця гри, потрібно плисти за призами. Крім основної ігрової кампанії є режим вільної гри. У ньому можна грати в будь-якому ігровому режимі, який відкрив гравець: океан, тихий океан, напад, арена, виживання тощо.

### Рівні у грі[12][4]
1. Going to School
2. Field Trip
3. The Drop Off
4. Mask Chase
5. Catch Dory
6. Minefield
7. Submarine
8. Hide and Seek
9. Mask Search
10. Anglerfish Chase
11. Mount Wannahockaloogie
12. Jellyfish Race
13. Training with Gill
14. East Australian Current
15. The Plan
16. Whale Chase
17. Treatment Plant
18. Fishing Net Rescue

## Персонажі
- Марлін — риба-клоун, який просувається морем для пошуку його втраченого сина Немо, за допомогою риби, на ім'я Дорі.
- Немо — риба-клоун, син Марліна. Намагається втекти з акваріума та знайти свого батька.
- Дорі — забудькувата-риба-хірург, подруга Марліна, допомагає йому знайти Немо. Дорі страждає від короткострокової втрати пам'яті.
- Зябр — мавританський ідол, який мріє втекти з акваріума.
- Бугор — біла акула, що з'являється на ігрових локаціях «Мінне поле» та «Підводне». Бугор запрошує Марлін і Дорі у свій підводний човен, де, почувши кров Дорі, впадає в хиже шаленство й переслідує Марліна і Дорі. Бугор єдиний персонаж у грі, який має різний голос у фільмі, його озвучує в грі Джесс Харнелл, а не Баррі Хамфріс.
- Жителі Акваріума — група дружніх риб, з якими Немо зустрічається в акваріумі у дантиста. Вони допомагають Немо вийти зі стоматологічного кабінету та знайти свого батька. З'являються в локаціях «Hide & Seek», і «План» на рівні «Гора Wannahockaloogie» (за винятком Персика) Бульбашка з'являється на рівні «Навчання з Жабром».
- Бульбашка — їжак-риба, який приймає при небезпеці форму кулі.
- Грот — нервозна королівська грама, ненавидить мікроби.
- Жак — французька креветка Тиха, любить очищати стіни акваріума.
- Бульк — жовтий Тан, той хто любить бульбашки повітря.
- Бриз вважає, що її власне зображення — це її сестра, яку вона називає «Штиль».
- Персик — морська зірка; проводить час, прилипнувши до стінки акваріума та вивчаючи, що відбувається в кабінеті стоматолога.
- Нирк, Шельфік і Блиск (Нирк — риба-метелик, Шельфік — морський коник, і Блиск — плавниковий восьминіг) — три студенти, з якими Немо знайомиться у свій перший день у школі. Вони з'являються у перших трьох рівнях гри: «Ходити до школи», «Польова екскурсія» та «Розвантаження».
- Кіт допомагає Марліну і Дорі підібратися ближче до офісу стоматолога. З'являється лише на рівні «Кіт Чейз», коли вона ковтає Марліна та Дорі (який думає, що їх намагаються з'їсти).
- Anglerfish — морський чорт, одна з головних ворогів у грі. Марлін і Дорі зустрічає Anglerfish коли вони йдуть у темну прірву у пошуках маски водолазу. Вперше з'являється у рівні «Маска Пошуку», коли вона намагається з'їсти Дорі, якщо вона заходить занадто далеко від поточного району місії, і в рівні «Anglerfish Chase» як головний ворогом, де гравець повинен уникнути його.[прояснити]
- Медузи — також спільний ворог у грі. Маленькі медузи з'являються на початку рівнів гри, у той час, як більші з'являються у рівні «Медузи Race».
- Містер Скат — Скат є учителем науки Немо. Він з'являється на рівні «Екскурсія», де ви повинні йти в ногу з ним, не розділившись.
- Краш — є морською черепахою, яка є одним із союзників Марлін зустрічається, щоб знайти Немо. Краш з'являється тільки на рівні «Східна австралійська течія» в кінці, де він розповідає Марлін і Дорі як пройти поточний рівень, щоб перейти до наступного.
- Риба-місяць — Риба-місяць є одним із допоміжних персонажів у грі. У перегонах Риба-Місяць утворює стрілку в бік, де ви повинні піти. Вони також часто з'являються на бонусних рівнів протягом всієї гри.
- Кріл — кріл використовуються для захисту протягом усієї гри. Коли гравець знайде кріл, цей рак слідуватиме за гравцем не втрачаючи життя від ворогів до тих пір, поки немає більше крілів.[прояснити]

## Актори озвучування
- Альберт Брукс і Джесс Харнелл — Марлін
- Еллен Дедженерес і Дженніфер Хейл — Дорі
- Олександр Гулд — Немо
- Віллем Дефо — Зябер
- Баррі Хамфріс і Джесс Харнелл — Бугор
- Бред Гарретт — Пухир
- Джо Ренфт — Жак
- Остін Пендлтон — Грот
- Віккі Льюїс — Бриз
- Стівен Рут — Бульк
- Еллісон Дженні — Персик
- Еріка Бек — Блестка
- Джордан Ренфт — Нирк
- Ерік Пер Салліван — Шельфік
- Боб Пітерсон — містер Скат
- Ендрю Стентон — Краш

## Критика
| Агрегатор    | Оцінка                                                              |
| ------------ | ------------------------------------------------------------------- |
| GameRankings | (GBA) 68,50% (PC) 65,50 % (PS2) 64,70 % (Xbox) 63,05 % (GC) 59,97 % |
| Metacritic   | (PS2) 63/100 (Xbox) 63/100 (GC) 62/100                              |

| Видання  | Оцінка                          |
| -------- | ------------------------------- |
| GameSpot | 6,2/10                          |
| GameSpy  | [ 24 ] [ 25 ] [ 26 ] [ 27 ]     |
| IGN      | (PS2 & Xbox) 7,0/10 (GC) 6,0/10 |

Згідно з сайтом агрегатором рецензій Metacritic, «У пошуках Немо» отримав «змішані або середні відгуки» на всіх платформах. Famitsu дав йому 27 балів із 40 для версії PS2; і 26 із 40 для версії GameCube. Критика була спрямована на графіку, а також її вважали надто складною для дітей.[джерело?]

## Продажі
У США версія цієї гри для Game Boy Advance була продана в кількість 1.2 мільйона копій, дохід склав 30 мільйонів доларів за інформацією на серпень 2006 року. У періоді між січнем і серпнем 2006 року, ця версія посідала десяте місце у «Найбільш проданих іграх на платформи Game Boy Advance, Nintendo DS і PlayStation Portable в країні». Версія на PlayStation 2 отримала нагороду «Платина» за продажі гри від Entertainment and Leisure Software Publishers Association ((ELSPA), нині The Association for UK Interactive Entertainment (UKIE)) ELSPA також повідомляла про продаж як мінімум 300 тисяч копій у Великій Британії. У листопаді 2005, загальні продажі гри становили більш ніж 5 мільйонів копій по всьому світу.